# Gabriel Mvumvure
Gabriel Mvumvure (Harare, 23 febbraio 1988) è un ex velocista zimbabwese. Ha rappresentato la propria nazionale ai Giochi olimpici di Rio de Janeiro 2016 e in occasione di tre mondiali outdoor e due mondiali indoor.

## Palmarès
| Anno | Manifestazione     | Sede           | Evento      | Risultato  | Prestazione | Note             |
| ---- | ------------------ | -------------- | ----------- | ---------- | ----------- | ---------------- |
| 2006 | Mondiali juniores  | Pechino        | 100 m piani | Batteria   | 10"93       |                  |
| 2006 | Mondiali juniores  | Pechino        | 200 m piani | Batteria   | 22"08       |                  |
| 2007 | Giochi panafricani | Algeri         | 100 m piani | Semifinale | 10"50       |                  |
| 2007 | Giochi panafricani | Algeri         | 200 m piani | 6º         | 21"22       |                  |
| 2007 | Giochi panafricani | Algeri         | 4 × 100 m   | Bronzo     | 39"16       | Record nazionale |
| 2007 | Africani juniores  | Ouagadougou    | 100 m piani | Oro        | 10"51       |                  |
| 2007 | Africani juniores  | Ouagadougou    | 200 m piani | Oro        | 21"03       |                  |
| 2009 | Mondiali           | Berlino        | 200 m piani | Batteria   | 22"67       |                  |
| 2011 | Mondiali           | Taegu          | 100 m piani | Batteria   | 10"63       |                  |
| 2011 | Mondiali           | Taegu          | 200 m piani | Batteria   | 21"11       |                  |
| 2013 | Mondiali           | Mosca          | 100 m piani | Semifinale | 10"21       |                  |
| 2014 | Mondiali indoor    | Sopot          | 60 m piani  | Semifinale | 6"60        | Record nazionale |
| 2016 | Mondiali indoor    | Portland       | 60 m piani  | Semifinale | 6"68        |                  |
| 2016 | Africani           | Durban         | 100 m piani | Semifinale | 10"39       |                  |
| 2016 | Africani           | Durban         | 200 m piani | 4º         | 20"83       |                  |
| 2016 | Africani           | Durban         | 4 × 100 m   | 8º         | 41"02       |                  |
| 2016 | Giochi olimpici    | Rio de Janeiro | 100 m piani | Batteria   | 10"28       |                  |